# Krími Népköztársaság
A Krími Népköztársaság (krími tatár nyelven Qırım Halq Cumhuriyeti) 1917 decembere és 1918 januárja között létező állam a Krím-félszigeten. Egyike volt a számos, rövid életű államalakulatnak, amelyet azután alapítottak, hogy az Orosz Birodalom az 1917-es forradalom után összeomlott. Az akkor muszlim többségű területen létrejött népköztársaság volt az első, szekuláris állam alapítására tett kísérlet a muszlim világban, megelőzve a fél évvel később alapított, szintén rövid ideig fennállt Azerbajdzsáni Demokratikus Köztársaságot).

## Története

### Alapítás
A Krími Népköztársaságot a krími tatár Kurultáj kezdeményezésére kiáltották ki 1917. decemberében. A félszigeten ekkor az oroszok voltak többségben (a népesség 42%-a), emellett ukránok is éltek itt (a népesség 11%-a); de egy ideje már a krími tatárok számítottak a domináns politikai és kulturális tényezőnek. Az új köztársaság első elnöke Noman Çelebicihan lett.
A Kurultáj 76 képviselőből állt, köztük négy nő volt (Şefika Gasprinskaya, Anife Bоdaninskaya, Ilhan Tohtar, Hatice Avcı). A képviselőket öt megye küldte: Jalta (24), Akmescit (19), Kefe (16), Kezlev (11) és Orkapy (6). A Kurultáj elnökévé Asan Sabri Aivazov krími írót választották.
A bolsevikekkel szembenálló Kurultáj közzétette a Krími Tatár Alaptörvényt, amelynek értelmében felállt egy teljesen krími alkotmányozó gyűlés, ideiglenes kormányként egy igazgatótanács, valamint ideiglenes parlamentként a Nemzeti Képviselőtanács. Az Igazgatótanács és az Ukrán Központi Tanács kölcsönösen elismerték egymást.

### A bolsevik puccs
Az új állam létrehozására tett kísérletet gyorsan legyőzte a bolsevikok és anarchisták irányította Fekete-tengeri flotta. A bolsevikok már 1917. december 16-án elfoglalták Szevasztopolt, ahol a flotta parancsnoksága volt, és feloszlatták a helyi képviselőtanácsot, majd a városban átvette a hatalmat a helyi forradalmi bizottság. A bolsevikokat a Fekete-tengeri flotta egyes hajói is támogatták. A krími kormány védelmi célból december 19-én létrehozta az Egyesült Krími Parancsnokságot, amelynek két krími tatár lovas és egy gyalogos ezred állt a rendelkezésére valamint pár ezer emberből álló orosz és ukrán alakulatok. 1918 januárjában több fegyveres összecsapásra is sor került. Január 10-én Noman Çelebicihan kezdeményezésére a Kurultáj bizottságot hozott létre, hogy tárgyaljanak a bolsevikokkal és véget vessenek a fegyveres konfliktusnak, de január 14-én a bolsevikok elfoglalták Szimferopolt és elfogták a már január 4-én lemondott Çelebicihant, akit Szevasztopolba vittek, és február 23-áig fogva tartottak, majd tárgyalás nélkül lelőtték és a tengerbe dobták.
1918 januárjának végére a bolsevikok az egész Krímet elfoglalták, és feloszlatták a Kurultájt, valamint a Nemzeti Képviselőtanácsot is. A félszigeten eluralkodott az osztályharc és etnikai tisztogatás jellemezte vörösterror. Míg Çelebicihan a kommunisták fogságában volt, a krími tatárok egy másik vezetőjének, Cafer Seydahmetnek sikerült elmenekülnie Ukrajnán át a Kaukázusba. Számos krím katonai alakulat visszavonult a hegyekbe. Az ukrán kormány blokád alatt tartotta a Krímet, miközben próbálta visszaszerezni az uralmat a Fekete-tengeri flotta és Szevasztopol városa fölött. A Krím felé tartó, muszlimokat támogató katonai alakulatokat megállították, ami tiltakozást váltott ki az orosz muszlim katonai tanácsból. Eközbenn 1918 januárjának végére maga az ukrán kormány is belekényszerült, hogy hadat üzenjen Oroszországnak, mert a moszkvai és petrográdi Vörös Gárda minden előzetes értesítés nélkül behatolt Ukrajnába.
A bolsevikok 1918 elején megalapították a rövid életű Tauridai Szovjet Szocialista Köztársaságot a Krímen, majd a területet elfoglalták az Ukrán Népköztársaság és a Német Birodalom erői. Egyes krími tisztségviselők, mint például Cafer Seydahmet Kırımer, sikeresen elmenekültek a bolsevik terror elől, politikai menedékjogot kaptak Kijevben és katonai segítségért folyamodtak az előretörő ukrán hadsereg és a központi erők ellen.

## Kormány
A december 28-án felállt kormány (Hükümet) tagjai:
- Igazságügyi miniszter – Noman Çelebicihan (elnök)
- Védelmi miniszter – Cafer Seydahmet Kırımer (egyben külügyminiszter is)
- Oktatásügyi miniszter – Ahmet Özenbaşlı
- Pénzügyminiszter – Seyitcelil Hattat
- Vallásügyi miniszter – Ahmet Şükrü

## Fordítás
- Ez a szócikk részben vagy egészben  a   Crimean People's Republic című angol Wikipédia-szócikk ezen változatának fordításán alapul.  Az eredeti cikk szerkesztőit annak laptörténete sorolja fel. Ez a jelzés csupán a megfogalmazás eredetét és a szerzői jogokat jelzi, nem szolgál a cikkben szereplő információk forrásmegjelöléseként.